# Tinga (cantor)
Tinga, pseudônimo de Anderson Antônio dos Santos (Rio de Janeiro, 27 de Fevereiro de 1974) é um Intérprete de samba-enredo carioca.

## Carreira
Tinga começou no final da década de 90, na Vila Isabel. sendo cantor de apoio de Jorge Tropical, de 2000 a 2003. (Em 2003 chegou a dividir o microfone da Vila com Jorge Tropical) no ano seguinte estreou como intérprete oficial da escola, em substituição ao veterano Jorge Tropical, que saiu da escola por se desentender com a diretoria. tendo interpretado A Vila é para ti, no qual a Vila foi campeã do Grupo de acesso A. tendo em 2005, estreado como intérprete oficial no Grupo Especial e no ano seguinte, foi campeão do Grupo Especial interpretando Soy Loco Por Tí, América: A Vila Canta a Latinidade. 
De 2007 a 2009, esteve como interprete oficial da escola de samba Unidos do Tamandaré de Guaratinguetá. em 2011, foi para a Peruche no qual foi padrinho e compôs a Comissão musical criada na escola. no ano de 2012, foi para Uruguaiana, aonde defendeu a Bambas da Alegria e em 2013, acertou com a Praiana e continuou comandando o carro de som da Vila.
Após especulações sobre sua saída e garantindo que ficaria na escola do bairro de Noel, Tinga afastou-se da escola e acertou com a Unidos da Tijuca, pra ser o novo intérprete da agremiação e no ano de 2014, foi especulado para ser o cantor da Barreiros, além de permanecer na Bambas da Alegria.
Em 2019 acertou seu retorno ao carro de som da Vila Isabel, retornou  ao Carnaval de São Paulo, onde será um dos cantores oficiais da Águia de Ouro ainda em Niterói, pela Unidos do Barro Vermelho. 

## Títulos e estatísticas
|                  | Campeão                  | Vice      | Terceiro            |
| ---------------- | ------------------------ | --------- | ------------------- |
| Primeira Divisão | 2006 2013 2014 2015 2020 | 2014 2016 | 2011 2012 2017 2019 |
| Segunda Divisão  | 2004                     | —         | 2003                |

## Premiações
- Estandarte de Ouro

1. 2018 - Melhor intérprete (Unidos da Tijuca) [14]
2. 2024 - Melhor samba-enredo (Estácio - "Chão de Devoção: Orgulho Ancestral") [15]

- Estrela do Carnaval

1. 2017 - Melhor intérprete (Unidos da Tijuca) [16]
2. 2020 - Melhor intérprete (Vila Isabel) [17]
3. 2022 - Melhor intérprete (Vila Isabel) [18]
4. 2023 - Melhor intérprete (Vila Isabel) [19]
5. 2024 - Melhor intérprete (Império de Casa Verde)[20]
6. 2024 - Melhor samba-enredo (Estácio - "Chão de Devoção: Orgulho Ancestral") [21]

- Fala Galera Carna Insta

1. 2023 - Melhor intérprete (Vila Isabel) [22]

- Gato de Prata

1. 2017 - Melhor intérprete (Unidos da Tijuca) [23]
2. 2023 - Melhor intérprete (Vila Isabel) [24]
3. 2024 - Melhor samba-enredo (Estácio - "Chão de Devoção: Orgulho Ancestral")[25]

- Plumas & Paetês Cultural

1. 2020 - Melhor samba-enredo (Império da Tijuca - "Quimeras de Um Eterno Aprendiz") [26]

- Prêmio 100% Carnaval

1. 2020 - Melhor intérprete (Vila Isabel) [27]
2. 2022 - Melhor intérprete (Vila Isabel) [28]
3. 2023 - Melhor intérprete (Vila Isabel) [29]
4. 2024 - Melhor samba-enredo (Estácio - "Chão de Devoção: Orgulho Ancestral") [30]
5. 2025 - Melhor samba-enredo (Estácio - "O Leão Se Engerou em Encantado Amazônico") [31]

- Prêmio Samba na Veia

1. 2016 - Melhor samba-enredo (Tradição - "Clementina, Cadê Você?") [32][33]

- Prêmio SASP

1. 2024 - Melhor samba-enredo (Império de Casa Verde - "Fafá - A Cabocla Mística em Rituais da Floresta")[34]

- Prêmio SRzd

1. 2014 - Melhor intérprete (Unidos da Tijuca) [35]
2. 2017 - Melhor intérprete (Unidos da Tijuca) [36]
3. 2020 - Melhor intérprete (Vila Isabel) [37]
4. 2024 - Melhor intérprete (Vila Isabel) [38]
5. 2024 - Melhor samba-enredo (Império de Casa Verde - "Fafá - A Cabocla Mística em Rituais da Floresta")[39]

- S@mba-Net

1. 2013 - Melhor intérprete (Vila Isabel) [40]
2. 2016 - Melhor samba-enredo (Tradição - "Clementina, Cadê Você?") [41]
3. 2016 - Melhor intérprete (Unidos da Tijuca) [41]
4. 2017 - Melhor intérprete (Unidos da Tijuca) [42]
5. 2024 - Melhor samba-enredo (Estácio - "Chão de Devoção: Orgulho Ancestral") [43]

- Tamborim de Ouro

1. 2017 - Voz da Avenida (Unidos da Tijuca) [44]

- Troféu Sambario

1. 2023 - Melhor intérprete (Vila Isabel) [45]
2. 2024 - Melhor samba-enredo (Estácio - "Chão de Devoção: Orgulho Ancestral") [46]

- Troféu Sambista

1. 2016 - Melhor samba-enredo (Tradição - "Clementina, Cadê Você?") [47]
2. 2016 - Melhor intérprete (Unidos da Tijuca) [47]
3. 2017 - Melhor intérprete (Unidos da Tijuca) [48]
4. 2018 - Melhor intérprete (Unidos da Tijuca) [49]

- Troféu Tupi Carnaval Total

1. 2015 - Melhor intérprete (Unidos da Tijuca) [50]
2. 2022 - Melhor intérprete (Vila Isabel) [51]
3. 2024 - Melhor samba-enredo (Estácio - "Chão de Devoção: Orgulho Ancestral") [52]

- Troféu Vai dar Samba

1. 2018 - Melhor intérprete (Unidos da Tijuca) [53]